# Günter Oeltze von Lobenthal
Günter Oeltze von Lobenthal (* 2. Dezember 1911 in Liegnitz; † nach 1988) war ein deutscher Wirtschaftswissenschaftler.

## Leben
Günter war das zehnte Kind des preußischen Majors Oeltze von Lobenthal. Er studierte Rechts- und Staatswissenschaften in Hamburg, Santiago de Chile und Breslau und legte das Staatsexamen als Diplom-Volkswirt ab. 1933/1934 war er in der pommerschen Provinzialverwaltung Leiter der Wirtschaftsabteilung und beschäftigte sich insbesondere mit Arbeitsbeschaffung. Ferner schrieb er 1933 für die Pommersche Zeitung in Stettin. An der Universität Breslau promovierte er mit der rechts- und staatswissenschaftlichen Dissertation Nationalsozialistischer Wirtschaftsaufbau durch Arbeitsbeschaffung. Eine Darstellung der Auswirkung und Finanzierung der Arbeitsbeschaffgsmaßnahmen 1933/34, die 1935 in Leipzig in Druck erschien. Im Anschluss wurde er Schriftleiter in Berlin und war u. a. für Wirtschafts- und Sozialpolitik  in der Tageszeitung der Deutschen Arbeitsfront „Der Angriff“ zuständig. Als Schriftleiter nahm er u. a. 1936 an einer von der sächsischen Bezirksgruppe der Reichsgruppe Industrie organisierten Besichtigungsfahrt von Berliner Wirtschaftsredakteure der NS-Presse durch Betriebe im sächsischen Erzgebirge teil. 1939/40 war er verantwortlich für das Thema Sozialpolitik in der Zeitschrift Der deutsche Volkswirt und wurde dann zum Wehrdienst eingezogen.
Nach dem Zweiten Weltkrieg wurde er u. a. Mitglied der Gesellschaft für Deutschlandpolitik sowie der Gesellschaft für die Einheit Deutschlands e. V. (Bonn) und publizierte mehrfach zur Deutschen Frage.